# 橘丸 (東海汽船・3代)

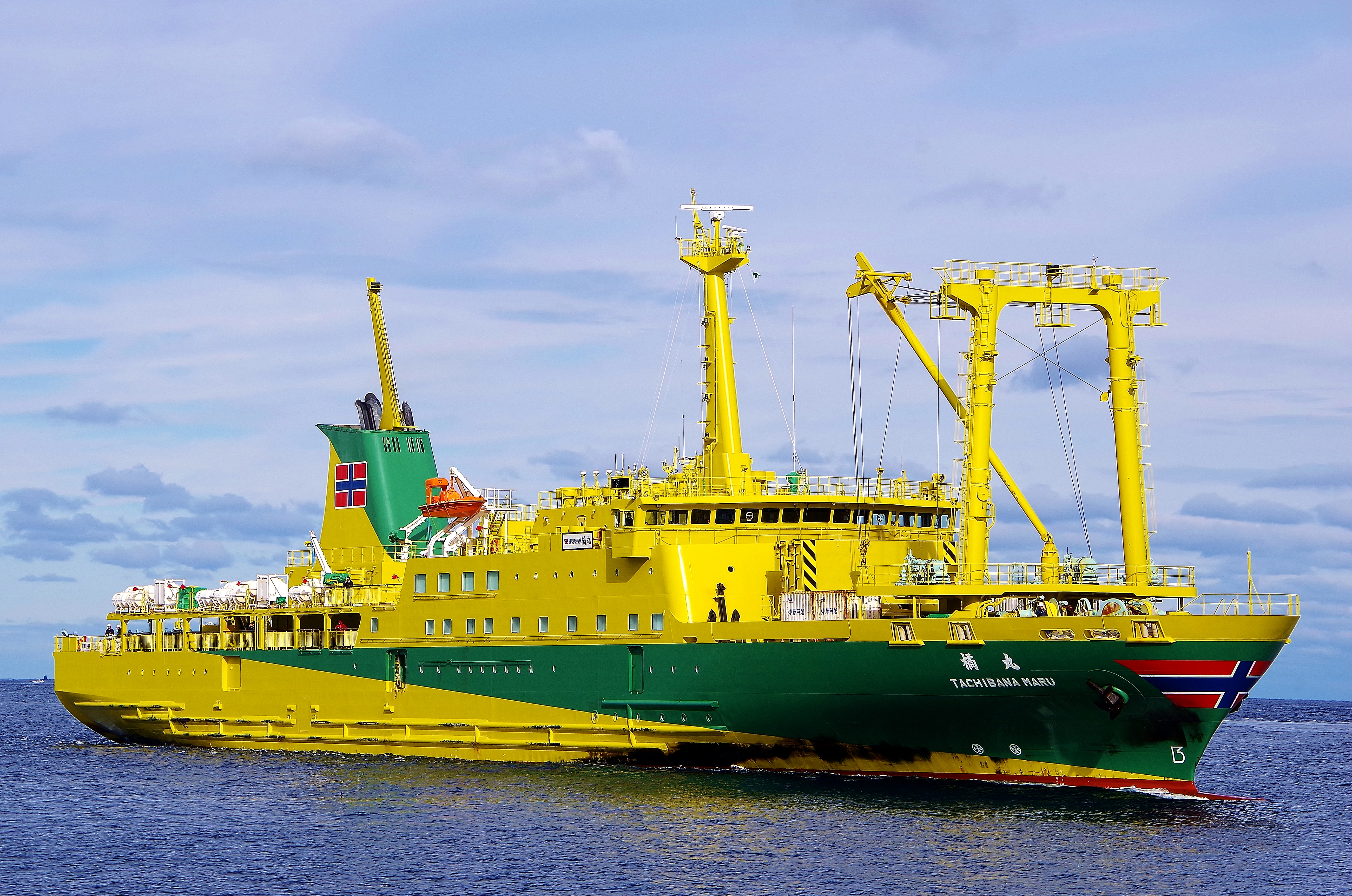
三宅島三池港沖を航行する本船
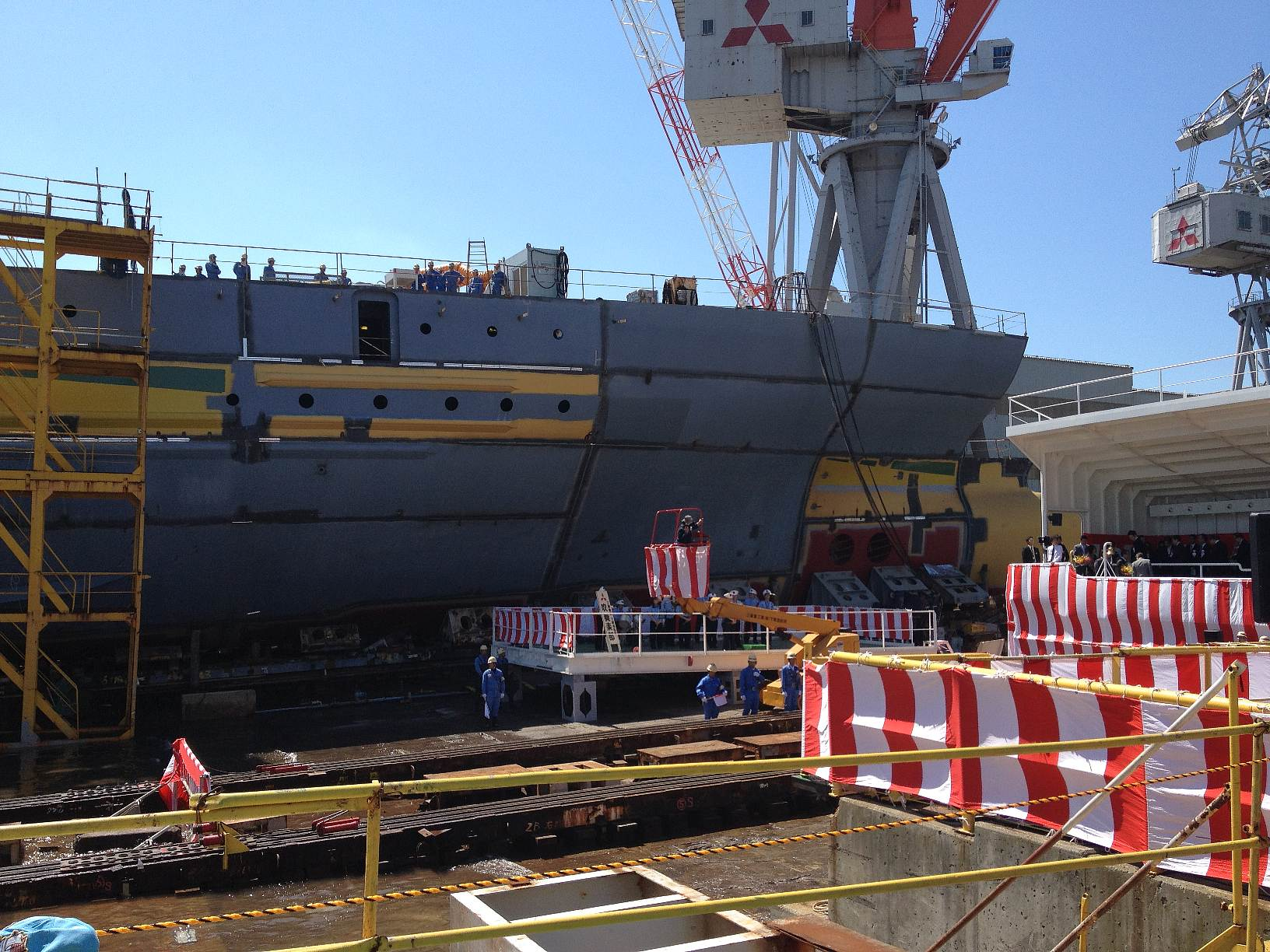
建造中の三代目橘丸 (船首部)

橘丸（たちばなまる）は、東海汽船が運航する貨客船。

## 概要
1986年（昭和61年）竣工の「かめりあ丸」（3,715トン）を置き換える目的で三菱重工業下関造船所で建造が進められた。2014年6月4日に竣工、6月27日より就航を開始した。総トン数は5,700トンと見積もられ、2012年（平成24年）5月に画家で東海汽船名誉船長の柳原良平の選定で「橘丸」と命名された。船体のカラーリングも柳原が手がけ、先代の橘丸に用いられたイエローオーカー色を基調にオリーブ色を配色したものになった。「橘丸」と命名したことに関しては、「橘丸事件」を理由に反対する意見も寄せられた。
東海汽船に就航する船舶では初めてディーゼル機関と電動アジマススラスターを組み合わせた複合推進システムが採用された。本船は鉄道建設・運輸施設整備支援機構が建造促進する電気推進システムを用いたスーパーエコシップ旅客船(SES)であり、前述した内燃機関と電動機関の異なる動力源を搭載するタンデムハイブリッド方式推進システムを装備する。今までのSESにおけるタンデムハイブリッド方式の採用実績は貨物船のみだが、旅客船に採用されるのは本船が第1号となった。また、24番目のスーパーエコシップ(SES)として就航。鉄道・運輸機構の共有船として本船が1,000隻目となった。
なお、日本海事出版協会が出版する雑誌「LA MAR」では「2代目」としているが、ここでは冒頭にあるように3代目とする。

## 航路
- 東京（竹芝） - 三宅島 - 御蔵島 - 八丈島航路
  - 東京（竹芝） - 三宅島 - 御蔵島 - 八丈島
  - 通常同船は上記の八丈島航路のみに務めるが、2015年10月と2023年2月にともに御蔵島での接岸時に船首を破損した際は、応急処置の上で東京 - 神津島航路に充当されていた事がある（八丈島航路はさるびあ丸(2代および3代)が代行）。

## 通信設備
2025年2月、スペースX社のスターリンク本格運用開始。船内でのアクセスポイントは限られるものの、航海中でも無料WiFiが利用できるようになった。これまでは陸上から離れると、大手キャリアでもスマートフォンなどは圏外になり通信が困難だった。